# Barbara Rybałtowska
Barbara Rybałtowska-Szelichowska (ur. 9 października 1936, zm. 14 lutego 2025) – polska pisarka, piosenkarka, autorka tekstów piosenek, aktorka i malarka.
Jako dziecko była wywieziona z matką na Syberię. Wspomnienia z tego okresu były inspiracją do powstania cyklu Saga. Spośród napisanych piosenek najbardziej znaną jest Nie warto było z repertuaru Reginy Pisarek. Napisała sztuki teatralne: Próba u Poli Negri (monodram z piosenkami Poli Negri) oraz Fantazja Rybałtowska (sztuka nawiązująca do staropolskiej tradycji Rybałtów).

## Twórczość
Cykl Saga
- Bez pożegnania
- Szkoła pod baobabem[5]
- Koło graniaste[6]
- Mea Culpa[7]
- Czas darowany nam
- Jak to się skończy
- Co to za czasy
- Co tu po nas zostanie

Inne powieści
- Kuszenie losu[8]
- Magia przeznaczenia
- Przypadek sprawił
- Romanse w Paryżu

Biografie
- Barbara Brylska w najtrudniejszej roli[9]
- Barbara Wrzesińska przed sądem[10]
- Iga Cembrzyńska i Andrzej Kondratiuk – sama i w duecie[11]
- Irena Jarocka[12]